# ジョン・マスカー

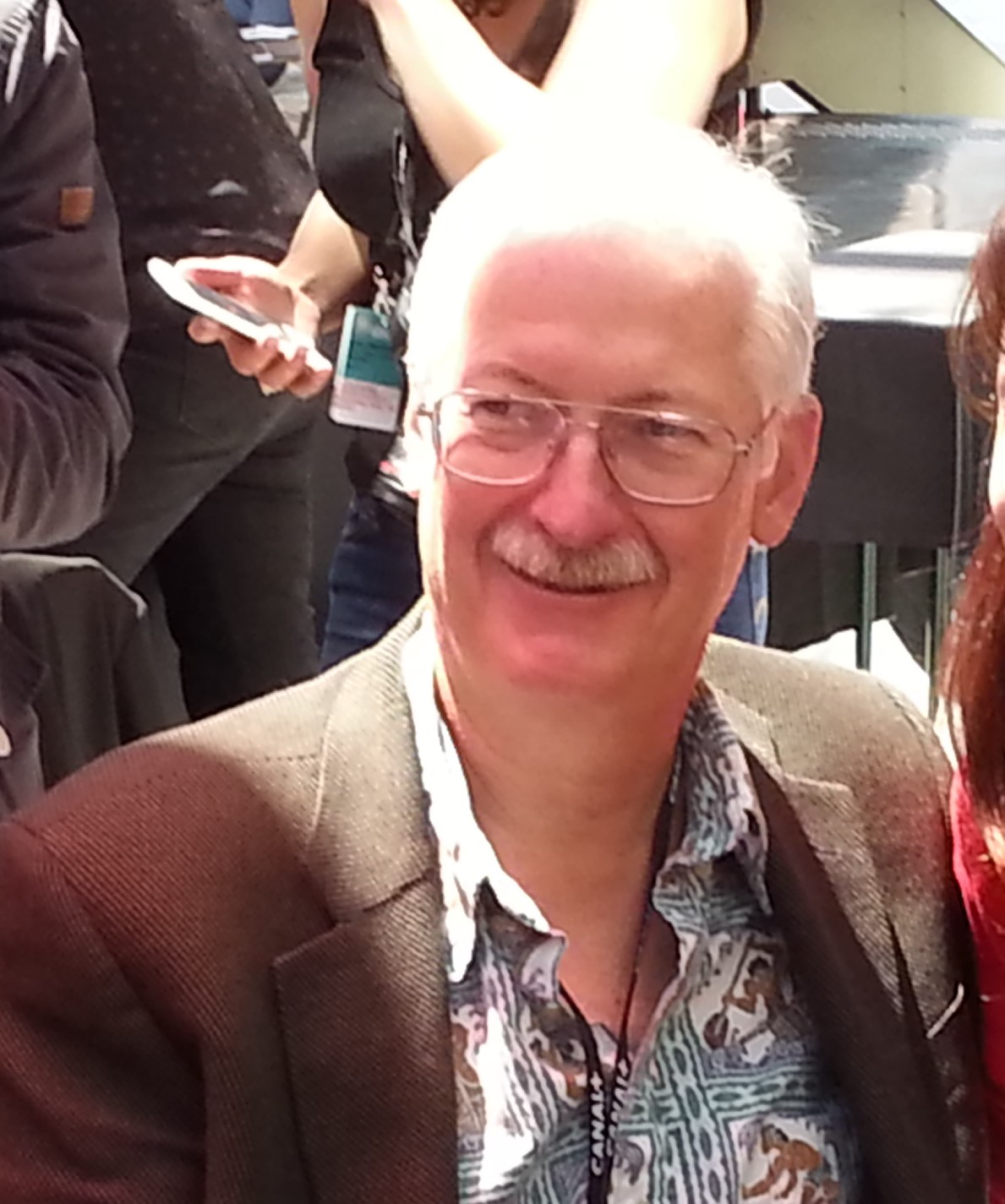
ジョン・マスカー

ジョン・マスカー（John Musker、1953年11月8日 - ）は、アメリカ合衆国イリノイ州シカゴ生まれのウォルト・ディズニー・カンパニーに所属する共同監督・共同制作・脚本家である。

## 人物
『アラジン』をはじめ、『トレジャー・プラネット』で共に製作に携ったロン・クレメンツと仲がよいことで知られる。アニメーターとしても活躍していた。2004年にウォルト・ディズニー・カンパニーをロン・クレメンツと揃って退社をしていたが、職場に復帰しており最新作『プリンセスと魔法のキス』(日本公開2010年3月）で再びロン・クレメンツと共同監督・共同制作者として名を連ねている。
『プリンセスと魔法のキス』に制作にあたり、ロン・クレメンツと復職した際、手描きアニメーターを編成するにあたり、美大生を中心とするアニメーターを再編成し製作指揮にあたる。
その際、当時、会社が廃棄を指示したアニメーター机を、一部の社員が保管し続け、この制作のために再度利用する逸話がある。

## アニメーターとしての参加作品
- きつねと猟犬 (1981)

## プロデューサーとしての参加作品
- リトル・マーメイド (1989)
- アラジン (1992)
- ヘラクレス (1997)
- トレジャー・プラネット (2002)

## 監督作品
- オリビアちゃんの大冒険 (1986)バーニー・マッティンソン、ロン・クレメンツ、デイヴ・ミッチェナーと共同
- ロン・クレメンツとの共同監督作品
  - リトル・マーメイド (1989)
  - アラジン (1992)
  - ヘラクレス (1997)
  - トレジャー・プラネット (2002)
  - プリンセスと魔法のキス (2009)
  - モアナと伝説の海（2016）

## 脚本家としての参加作品
- コルドロン(1985)
- オリビアちゃんの大冒険(1986)
- リトル・マーメイド(1989)
- アラジン(1992)
- ヘラクレス(1997)
- トレジャー・プラネット(2002)
- プリンセスと魔法のキス(2009)

## 自身としての出演
- Treasures Untold: The Making of Disney's 'The Little Mermaid' (2006)
- The 100 Greatest Family Films (2005) (TV)
- From Walt's Table: A Tribute to Disney's Nine Old Men (2005)
- Diamond in the Rough: The Making of Aladdin (2004)
- Disney's Animation Magic: Treasure Planet (2003)
- Passing the Baton (2003)
- Disney's Animation Magic: Beauty and the Beast (2002)
- Celebrating Dumbo (2001)
- The Making of 'Hercules' (2000)
- Under the Sea: The Making of Disney's Masterpiece 'The Little Mermaid' (1998)
- The Making of 'Aladdin': A Whole New World (1992)